# Pyrausta flexalis
Pyrausta flexalis là một loài bướm đêm trong họ Crambidae.